# Battalion (groupe suisse)
Pour les articles homonymes, voir Battalion.
Battalion est un groupe suisse de heavy metal, originaire de Zurich, actif entre 2006 et 2016.

## Histoire
Le groupe est formé en 2006. Silvan Etzensperger, Cyril Etzensperger et Samy Riedener organisent quelques jam sessions, mais sans membre permanent à la basse. Dès la fin de l'année, le groupe sort sa première démo, The Fight for Metal. La démo ayant reçue de bonnes critiques en Suisse, le groupe donne quelques concerts au niveau national, également sans bassiste fixe. Après quelques concerts, Lukas Marti est présenté en 2009 comme membre officiel à la basse.
Peu de temps après, le groupe entre en studio pour enregistrer son premier album. Tommy Vetterli (Coroner, Kreator) est engagé comme producteur. L'album, intitulé Underdogs, est publié en février 2010 par le label Silverwolf Productions et reçoit de bonnes, voire de très bonnes critiques de la part de la presse spécialisée,,
En août 2010, le suicide du guitariste Cyril Etzensperger ébranle le groupe. Une séparation n'est cependant pas à l'ordre du jour et un guitariste live temporaire est trouvé en la personne de Leandro Pacheco. En 2010 et 2011, le groupe joue dans quelques petites salles ouvertes ainsi que dans de nombreux concerts, notamment en première partie de Destruction. En été 2011, l'arrivée du guitariste Clode Hürlimann est annoncée. Une petite tournée européenne est également annoncée pour novembre 2011. Le groupe annonce ensuite une pause de plusieurs mois dans les concerts afin d'enregistrer un nouvel album dont la sortie est prévue pour septembre 2012. Pendant le travail sur le nouvel album, le groupe annonce le départ de Lukas Marti pour des raisons personnelles. En mai 2012, ils accueillent le nouveau bassiste Alexander Gubler. En été 2012, Battalion se produit pour la première fois en Angleterre, à l'occasion du Bloodstock Open Air.
Leur deuxième album s'intitule Set the Phantom Afire, et sort le 29 septembre 2012 dans le cadre d'un show de sortie. Le premier single Buried Nation sort le 1er août, accompagné d'un clip vidéo. Le groupe donne de nombreux concerts en 2013 et 2014, notamment en première partie de Slayer et Machine Head. En été 2014, Battalion remporte les éliminatoires suisses du Wacken Metal Battle et peut par la suite se produire au Wacken Open Air en août 2014.
En 2016, le groupe se sépare en raison de problèmes internes.

## Style musical
Le style du groupe ressemble fortement au thrash metal des débuts de la Bay Area. On peut ainsi entendre des influences de groupes comme Metallica ou Testament. Certaines chansons, comme Wings of a Demon, contiennent toutefois aussi des éléments de heavy metal classique et de power metal. Les textes ont souvent un lien avec le metal (Thrash Maniacs, Headbangers) ou ont un contexte social ou historique (Stalingrad).

## Discographie
- 2006 : The Fight for Metal (démo)
- 2010 : Underdogs (album, Silverwolf Productions)
- 2012 : Set the Phantom Afire (album, Burning Phoenix)
- 2015 : Generation Movement (album)